# Barton, Preston
Barton är en by och en civil parish i Preston i Storbritannien. Den ligger i grevskapet Lancashire och riksdelen England, i den centrala delen av landet, 300 km nordväst om huvudstaden London. Orten har 1 150 invånare (2011). Byn nämndes i Domedagsboken (Domesday Book) år 1086, och kallades då Bartun.